# Antonio Corazzi

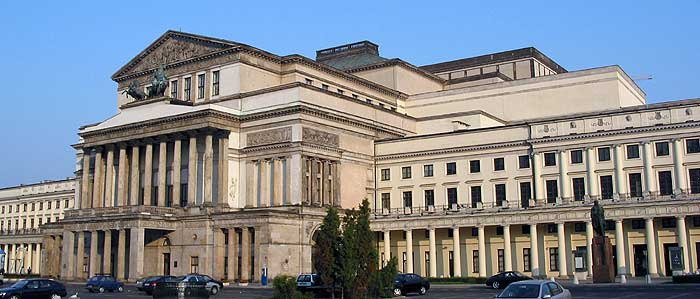
Grande Teatro de Varsóvia

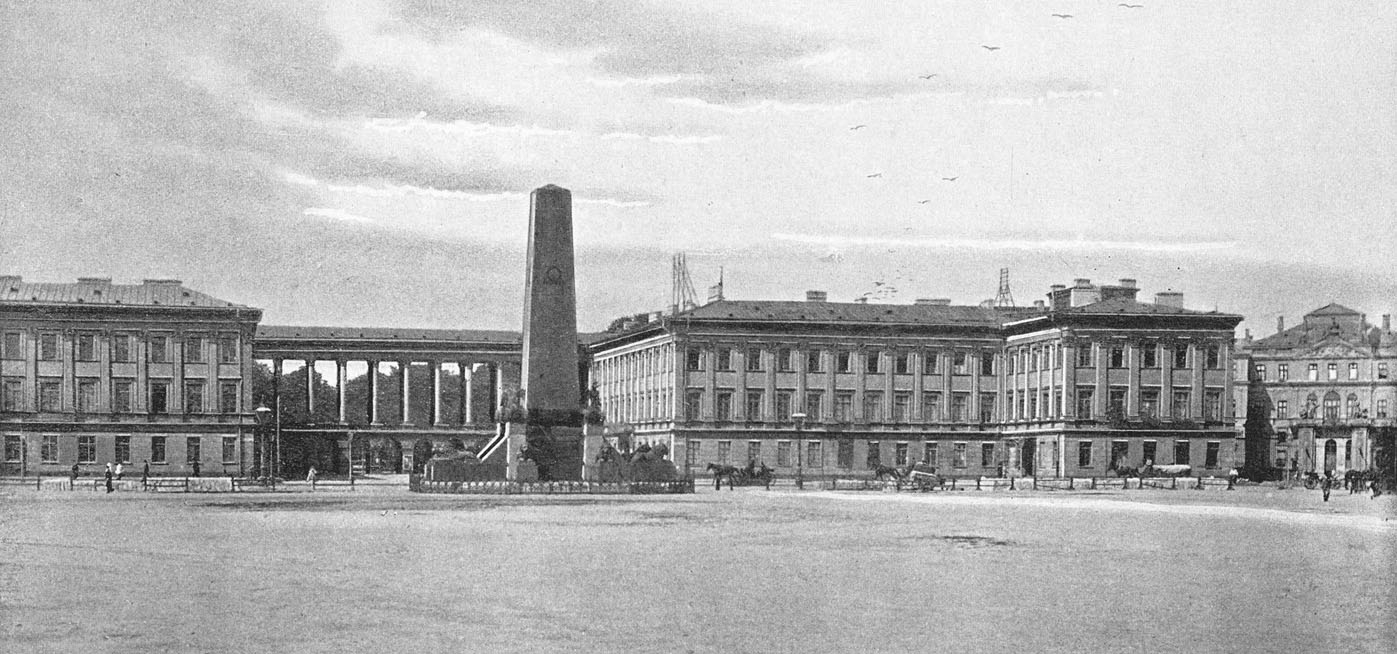
O monumento dos lealistas (destruído)

Antonio Corazzi (Livorno, 16 de dezembro de 1792 — Florença, 26 de abril de 1877) foi um arquiteto italiano exponente do neoclassicismo e ativo por quase trinta anos na Polônia, antes de retornar à Itália.
Foi responsável por algumas das principais e icônicas arquiteturas da cidade polonesa de Varsóvia, como o Grande Teatro e o Palácio Staszic. Projetou numerosos edifícios na Varsóvia, o foi ativo entre 1819 e 1846.

## Principais obras
- 1820: Palácio de Hołowczyc
- 1823: Palácio Staszic
- 1824: Palácio de Mostowscy
- 1825: Palácio dos Ministros
- 1827: Palácio do Sandomierz em Radom
- 1828: Edifício do banco nacional da Polónia
- 1833: Grande Teatro da Varsóvia
- 1836: Edifício do museu de Maria Konopnicka em Suwałki
- 1837: Palácio de Rastawiecki em Dolhobycz
- 1841: O monumento dos Lealistas (destruído)